# 渡辺吉太郎
渡辺 吉太郎（わたなべ きちたろう、天保12年（1841年） - 慶応4年（1868年））は京都見廻組隊士。渡辺吉三郎とも。江戸住みの幕臣。慶応3年（1867年）の京都近江屋での土佐藩の坂本龍馬・中岡慎太郎を殺害したとされる人物の1人（近江屋事件）。
幕府の小普請組に所属しており神奈川奉行所に勤務。神奈川奉行所時代から今井信郎と知り合いだったという。剣は今井信郎と同じく直心影流。男谷信友派の門下生であった。
鳥羽・伏見の戦いで戦死。大阪府大阪市天王寺区にある心眼寺に葬られる。
| スタブアイコン | サブスタブ | この項目は、まだ閲覧者の調べものの参照としては役立たない、人物に関連した書きかけの項目です。この項目を加筆・訂正などしてくださる協力者を求めています（P:人物伝/PJ:人物伝）。 |